# Buchholz (Dithmarschen)
Buchholz település Németországban, Schleswig-Holstein tartományban. Lakosainak száma 995 fő (2023. december 31.).

## Népesség
A település népességének változása:
| Lakosok száma | 820  | 1037 | 1010 | 996  | 988  | 1001 | 995  |
|               | 1975 | 2014 | 2017 | 2019 | 2021 | 2022 | 2023 |